# Вегок-Готронтк
Вегок-Готронтк (англ. Wahak Hotrontk) — переписна місцевість (CDP) в США, в окрузі Піма штату Аризона. Населення — 88 осіб (2020).

## Географія
Вегок-Готронтк розташований за координатами 32°10′29″ пн. ш. 112°21′59″ зх. д. / 32.17472° пн. ш. 112.36639° зх. д. (32.174739, -112.366291).  За даними Бюро перепису населення США в 2010 році переписна місцевість мала площу 3,99 км², уся площа — суходіл.

## Демографія
Згідно з переписом 2010 року, у переписній місцевості мешкало 114 осіб у 33 домогосподарствах у складі 22 родин. Густота населення становила 29 осіб/км².  Було 46 помешкань (12/км²).
Расовий склад населення:
| - 94,7 % — корінних американців - 2,6 % — білих - 0,9 % — чорних або афроамериканців |

До двох чи більше рас належало 1,8 %. Частка іспаномовних становила 7,9 % від усіх жителів.
За віковим діапазоном населення розподілялося таким чином: 32,5 % — особи молодші 18 років, 59,6 % — особи у віці 18—64 років, 7,9 % — особи у віці 65 років та старші. Медіана віку мешканця становила 29,5 року. На 100 осіб жіночої статі у переписній місцевості припадало 96,6 чоловіків;  на 100 жінок у віці від 18 років та старших — 102,6 чоловіків також старших 18 років.
За межею бідності перебувало 23,0 % осіб, у тому числі 9,7 % дітей у віці до 18 років та 50,0 % осіб у віці 65 років та старших.
Цивільне працевлаштоване населення становило 18 осіб. Основні галузі зайнятості: освіта, охорона здоров'я та соціальна допомога — 38,9 %, публічна адміністрація — 33,3 %, мистецтво, розваги та відпочинок — 27,8 %.